# Vegueria de Lleida
|  | Aquest article tracta de la vegueria del segle XII-XVIII |

| \| ← \| segle XII — 1716 \| → \| |                             |   |
|                                  |                             |   |
| Capital                          | Lleida                      |   |
| Període històric                 | Edat mitjana - Edat Moderna |   |
| • Establiment                    | segle XII                   |   |
| • Decrets de Nova Planta         | 1716                        |   |
| ←                                | segle XII — 1716            | → |

La Vegueria de Lleida (segle xii - segle xviii) fou una antiga demarcació administrativa de Catalunya que existí fins als Decrets de Nova Planta del 1716.
Durant la seva existència, aquesta demarcació tingué uns límits força canviants. L'any 1192 se li incorporà la vegueria del Pallars, constituint la Vegueria de Lleida i Pallars. El 1396 va incorporar la vegueria de Camarasa com a sotsvegueria passant a anomenar-se de Lleida, Pallars i Camarasa. Abans de la dissolució de la vegueria pel decret de Nova Planta (1716) s'havien segregat la vegueria de Balaguer i la d'Agramunt, i la de Pallars es mantingué com una sotsvegueria.
L'edicte del marquès de Castel-Rodrigo, del 2 de gener de 1719, creà el corregiment de Lleida.
Llista de veguers:
- Bernat de Pont, 1302-1314.
- Onofre de Merlès.